# Сантьяго-де-Кубинська церковна провінція
Сантья́го-де-Куби́нська церко́вна прові́нція (лат. Provincia ecclesiastica Sancti Iacobi in Cuba) — провінція Католицької церкви на Кубі, з центром у місті Сантьяго-де-Куба. Заснована 1803 року. Охоплює терени Південно-східної Куби. До складу провінції входить Сантьяго-де-Кубинська архідіоцезія та її суфраганні діоцезії — Баямо-Мансанільйоська, Гуантанамо-Баракоаська, Ольгінська.  Стара назва — Куби́нська церко́вна прові́нція (лат. Provincia ecclesiastica de Cuba).

## Склад
- Баямо-Мансанільйоська діоцезія
- Гуантанамо-Баракоаська діоцезія
- Ольгінська діоцезія
- Сантьяго-де-Кубинська архідіоцезія